# День города Новосибирска
День города Новосибирска проводится ежегодно с 4 октября 1987 года. Впоследствии праздник был перенесён на последнее воскресенье июня. Иногда мероприятие длится в течение нескольких дней.

## История

### Предыстория
Прообразом Дня города был праздник «Здравствуй и славься, город родной», впервые организованный 29 июля 1978 года в честь 85-летия Новосибирска на набережной Оби и проходивший вплоть до 1986 года.
Появлению современного Дня города во многом способствовал приближавшийся столетний юбилей Новосибирска (1993), подготовка к празднованию которого рассматривалась ещё в 1984 году в бюро горкома КПСС.
6 апреля 1987 года городской исполнительный комитет принял постановление № 1766 «Об учреждении ежегодного празднования Дня города Новосибирска».

### Первый День города
Первый День города Новосибирска состоялся 4 октября 1987 года. Ещё за неделю до празднования был проведён субботник, приуроченный, как и сам праздник, к 70-летию Октябрьской революции. 37 000 новосибирцев отправились в овощеводческие совхозы пригорода и на уборку городских улиц, однако большая часть участвовала в субботнике на рабочих местах.

За несколько дней до начала праздничного события газеты опубликовали программу с указанием места и времени проведения различных мероприятий. В преддверии торжества «Вечерний Новосибирск» писал:
День города — начало традиции. День города — это первый в истории Новосибирска праздник нашей полуторамиллионной семьи, когда местом его проведения станут все районы, многие улицы, дворы, кварталы, парки и скверы, стадионы и кинотеатры, дворцы и дома культуры, набережная Оби, сама река и даже… небо над нашим городом.
Праздник начался с общегородской утренней физической зарядки, которая впоследствии стала традиционной для Дня города. Утром на площади Ленина прошёл парад духовых оркестров, затем — произнесения речей, «Звездная эстафета», «Час памяти», театрализованные выступления, концерты.
Бюро путешествий и экскурсий Новосибирска включило в праздничную программу различные маршруты: автобусная экскурсия знакомила с перспективами застройки Новосибирска, генеральным планом развития и реконструкции города; другой маршрут — «Новосибирск — индустриальный гигант России» — давал возможность посетить метродепо; а с помощью экскурсии «Новосибирск с высоты птичьего полета» можно было наблюдать город из самолёта, группы для полетов организовывались в соответствии с поступавшими коллективными заявками.
В мероприятии принимали участие активисты из добровольного общества борьбы за трезвость, пропагандировавшие здоровый образ жизни на площадке возле Дома быта, в столовой которого предлагался ароматный чай с травяными настоями вместо алкогольных напитков.
В числе праздничных программ был организован и парад машин из 25 автомобилей, среди которых примерно 15 были самодельными. В течение праздника они побывали во всех районах города. Маршрут завершился на набережной Оби, где объявили победителей конкурса самодеятельных конструкторов и конкурса бережливого отношения к технике.
На набережной празднование велось под девизом «Сатира и юмор — помощники в жизни и труде». Здесь публику развлекали журналисты, актёры и писатели-юмористы. Организаторы также обещали устроить на берегу встречу с Гариным-Михайловским, который по замыслу представления должен был приплыть в гребной лодке. Кроме того, был предусмотрен парад маломерных судов Западно-Сибирского речного пароходства.
Завершили День города факельное шествие и фейерверк, подготовенные харьковскими специалистами.

### Последующие праздники
Последующие мероприятия стали проводить в летнее время. В 1988 году День города прошёл 5 июня. В следующем году намеченный на 4 день этого месяца праздник фактически не состоялся из-за трагедии, случившейся в ночь с 3-го на 4 июня по причине аварии газопровода на перегоне Челябинск — Уфа, во время прохождения двух встречных поездов Адлер — Новосибирск и Новосибирск — Адлер произошёл взрыв, в результате чего погибли сотни пассажиров, среди которых было много жителей Новосибирска.
В 1990 году праздничные торжества были перенесены на второе воскресенье июня.
В 1993 году День города прошёл в рамках празднования 100-летия Новосибирска. Именно тогда зародились многие традиции мероприятия: утренняя физическая зарядка с мэром; вручение символического ключа от Новосибирска Городовичку и Обинушке, вымышленным персонажам, придуманным специально для этого праздника; церемония бракосочетания на площади Ленина; угощение рыбным пирогом гостей Новосибирска и т. д.
В 1995 году Горсовет утвердил постоянную дату праздника — последнее воскресенье июня.

## Праздничная программа
Праздник проходит в последнее воскресенье июня, однако иногда может растянуться на несколько дней, как в 1993 году на 100-летие Новосибирска или в 2012 году, когда он стартовал в ночь с 22 на 23 июня с церемонии открытия памятника Александру Третьему. Ежегодные программы Дня города состоят из спортивных, культурных, досуговых мероприятий.

### Места проведения
Праздник проводится в разных частях города: на площади Ленина, Красном проспекте, улице Ленина, в Первомайском сквере, Центральном парке, на площади Пименова, в микрорайоне ОбьГЭС, возле ТРЦ «Сан Сити» и т. д.

### Дань памяти Николаю Тихомирову
В утренние часы на Заельцовском кладбище традиционно проходит возложение венков и цветов к мемориальному комплексу, где покоится один из основателей города инженер-путеец Николай Михайлович Тихомиров. В церемонии, которая проходит с 2010 года, участвуют студенты, мэр, губернатор Новосибирской области, а также другие политические и общественные деятели.

### Спорт
Большое внимание уделяется спорту. Утром начинается традиционная физическая зарядка с известными российскими спортсменами.
Устраиваются спортивные соревнования. Например, в 2017 году в числе запланированных событий были состязания по армрестлингу, велогонки, Фестиваль Всероссийского физкультурно-спортивного комплекса «Готов к труду и обороне», Кубок России по силовому экстриму и т. д.

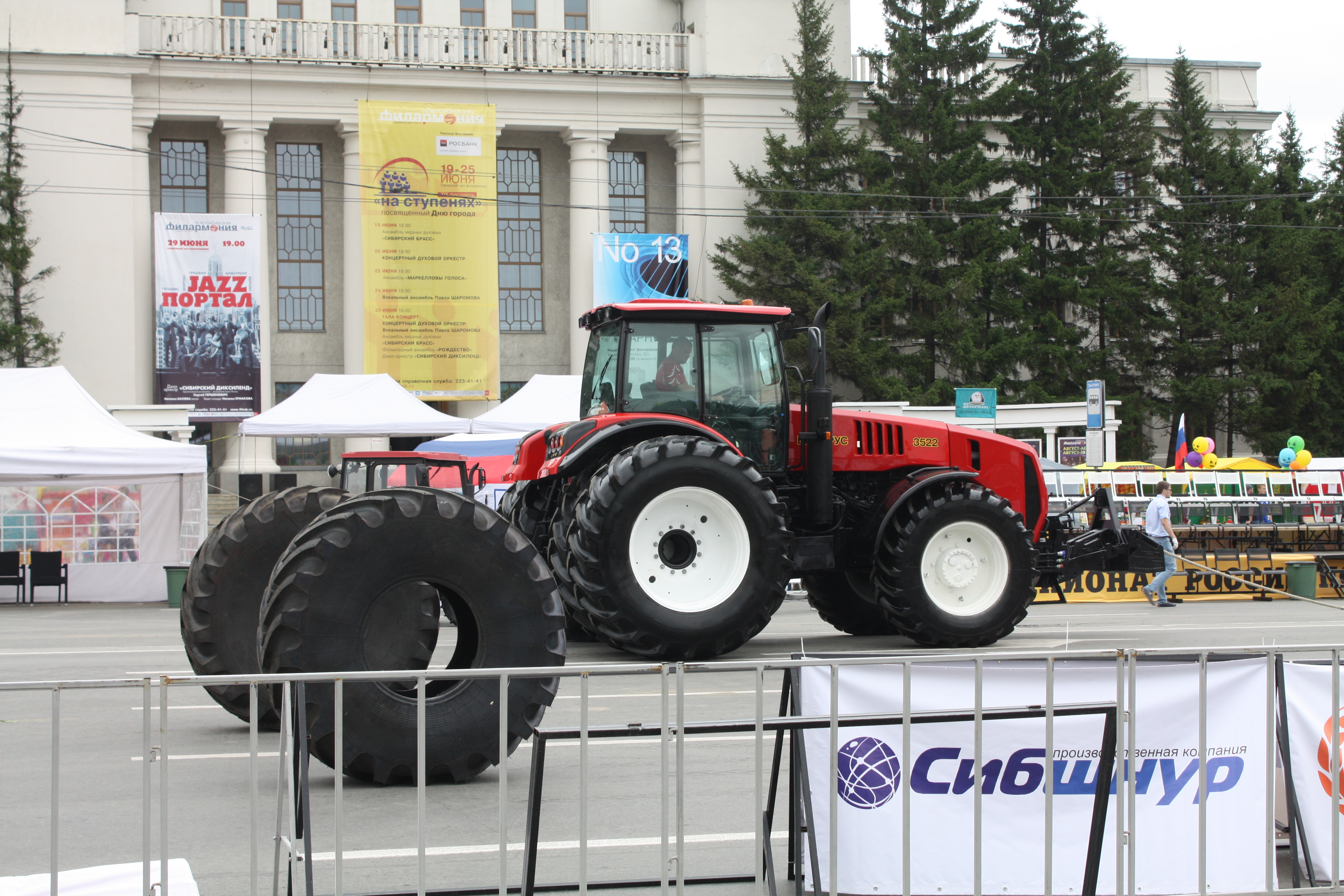
День города 2017 года.

Немаловажную роль играют и соревнования с крупногабаритным транспортом: в 2018 году праздник открылся парадом поливальных машин, в этот же день состоялись соревнования по тяге грузовиков, во время которых белорус Дмитрий Белайц со второй попытки установил мировой рекорд, протащив семь МАЗов, весящих 91 тонну; и шоу с тракторами, с помощью которых воспроизводили различные трюки: ковшом забивали гвоздь и закрывали спичечный коробок, устраивали «танцы тракторов». В программе Дня города 2019 года также упоминалось об аналогичном шоу со строительной техникой.
В празднике принимает участие кёрлинг-клуб «Пингвин». В 2019 году тренер новосибирской сборной по кёрлингу, участник чемпионата мира (2016) мужской сборной России и чемпион России по этому виду спорта Артём Шмаков вместе с кёрлингистами Александрой Стояросовой, Екатериной Кунгуровой и Никитой Кукуниным провели мастер-класс в центре города на специальной площадке с пластиковыми камнями на колёсах.
Устраиваются турниры по шахматам. В 2017 году в Первомайском сквере была развёрнута площадка на 124 доски, число которых указывало на возраст Новосибирска.

### Организация общественного питания
В местах проведения праздника устраивается торговля сахарной ватой, кукурузой, попкорном, мороженым и безалкогольными напитками. В День города 2015 года мэрией Новосибирска предусматривалось около 200 точек по продаже еды и сувениров на площади Ленина и близлежащей территории.
Проводятся и кулинарные мероприятия. В 2018 году был изготовлен 125-метровый торт весом около двух тонн, над кондитерским изделием в виде буквы «Н» трудились 70 кулинаров.

### Концерты
На мероприятие приглашают известных исполнителей и музыкальные коллективы. В 2018 году выступала группа «Калинов мост», в 2019 году — Мари Краймбрери, Татьяна Овсиенко, Звонкий, группы «Город 312» и «Смысловые галлюцинации».

### Салют
Салют устраивается в разных местах, разбросанных по всему городу, и длится в общей сложности с 22:00 до 23:30. Например, в 2014 году было запланировано семь наблюдательных площадок: парк «Берёзовая роща» (с 22:00), набережная Оби (с 22:30), площадь Ленина (с 22:50), Монумент Славы (с 22:50), ЛДС «Сибирь» (с 22:50), Первомайский парк (с 22:55), ДМШ № 9 на ОбьГЭСе (с 23:00); в 2018 году — пять: в парке «Березовая роща» (с 22:00), на Михайловской набережной и в парке «Городское начало» (самый продолжительный 45-минутный салют, с 22:45 по 23:30), десятиминутный салют на площади Ленина (запуск со стороны Первомайского сквера, с 22.45 до 22.55), Монумент Славы (с 22:50), на площади ДК «Академия» в Академгородке (одновременно в честь 125-летия Новосибирска и 60-летия Советского района).

## Работа общественного транспорта
В дни празднования в график работы общественного транспорта вносятся существенные изменения. Движение поездов метро продлевается преимущественно до часа ночи (22 июня 2012 года — до 1:30 согласно расписанию), кроме станции «Сибирская», которая обслуживает пассажиров до 23 часов (однако пешеходный переход между станциями «Сибирская» и «Красный проспект» действует также до 1:00). Увеличивается и время работы наземного транспорта.

## Праздничные символы и оформление

### Городовичок и Обинушка
Ко Дню города 1989 года был создан символ праздника — Городовичок, придуманный новосибирским писателем Владимиром Шамовым и воплощённый художником Александром Таировым. Ещё 17 мая в «Вечернем Новосибирске» появилась эмблема с этим персонажем, под которой в дальнейшем в специальной колонке печатались планы по празднованию Дня города. А накануне праздника 1989 года у Городовичка появилась своя песня (композитор — Дериев, автор текста — Сулимова).
В 1991 году Владимир Шамов придумал ещё один городской персонаж — Обинушку, которая стала олицетворением реки Обь. Её образ также использовался в праздничной программе.
Однако несмотря на многолетнее продвижение образов Городовичка и Обинушки как символов Дня города многие новосибирские эксперты в области рекламы, дизайна и т. д. относятся негативно к этим персонажам.

Героев Владимира Шамова раскритиковал Артемий Лебедев в личном блоге «Живого Журнала» в обзоре «Парад дебилов»:
Одна из моих любимых пар - Городовичок и Обинушка. Символы Новосибирска. Два мифологических олигофрена.
В 2014 году оргкомитет Дня города в Новосибирске принял решение о минимизации роли Городовичка в праздничной программе.

### «Я читаю. Новосибирск»

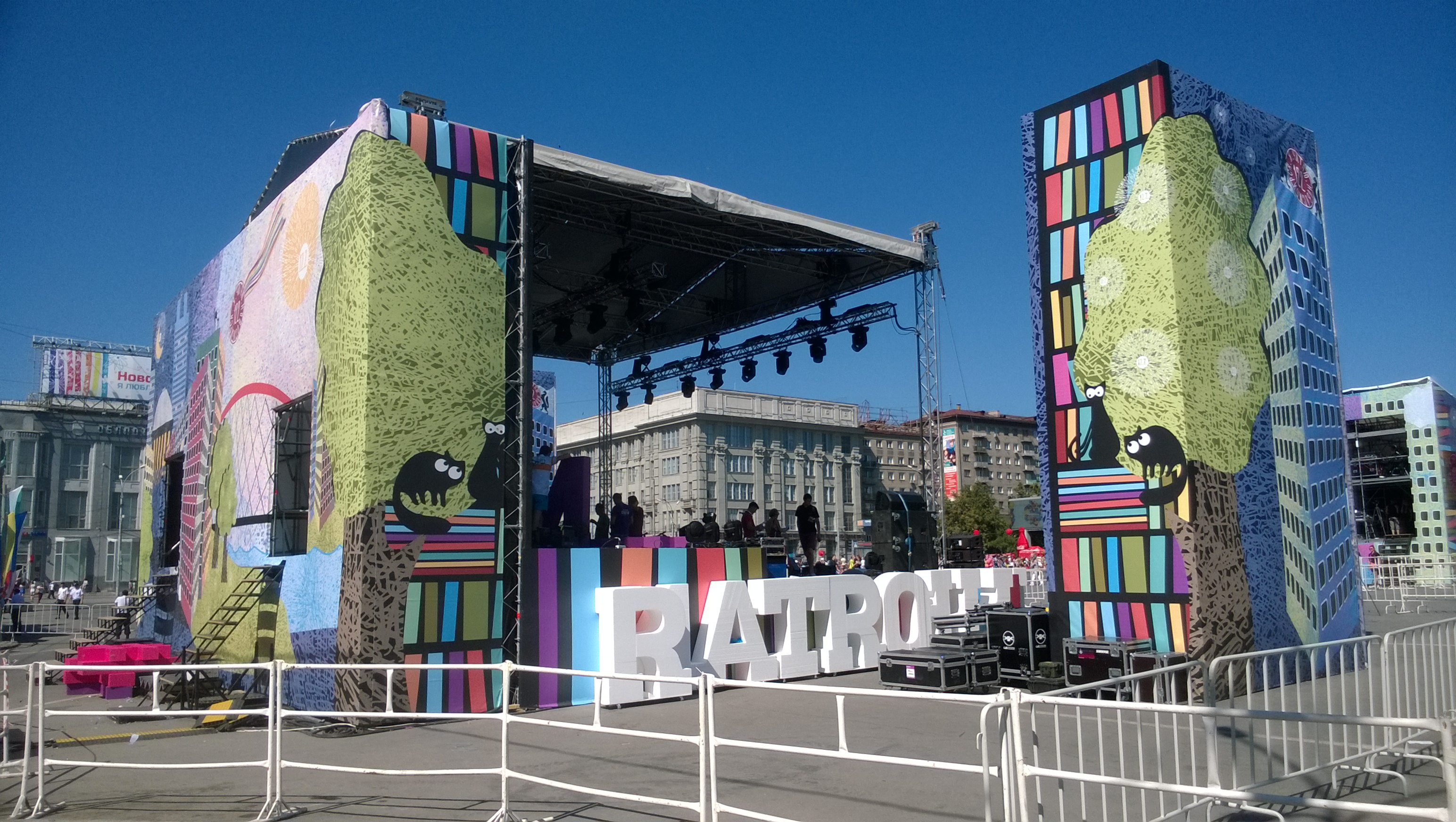
Дизайн концертной сцены на День города 2015 года. Площадь Ленина.

День города 2015 года был проведён под девизом «Я читаю. Новосибирск». Основой для праздничного оформления послужила «книжная» тема, так как мероприятие было посвящёно Году литературы в России. Городской логотип представлял собой стилизованный книжный шкаф с разноцветными полосками, которые символизировали одновременно книги и штрих-код для считывания информации. По словам автора идеи Александры Архиповой с помощью «ленточного» дизайна разработчики хотели отстраниться от «ярмарочности и балаганства, которое у нас как-то прижилось», а также «„убить“ Городовичка на взрослых подмостках».